# Cotinga barré
Pipreola arcuata
Espèce
Répartition géographique
Statut de conservation UICN

 LC  : Préoccupation mineure
Le Cotinga barré (Pipreola arcuata) est une espèce d'oiseau de la famille des Cotingidae.

## Répartition et sous-espèces
Selon la classification de référence du Congrès ornithologique international (15.1, 2025) il se répartit en deux sous-espèces :
- P. a. arcuata (Lafresnaye, 1843) — de la sierra Nevada de Santa Marta et la cordillère de Mérida au centre du Pérou ;
- P. a. viridicauda Meyer de Schauensee, 1953 — du centre du Pérou au centre de la Bolivie yeux jaunes.

## Galerie

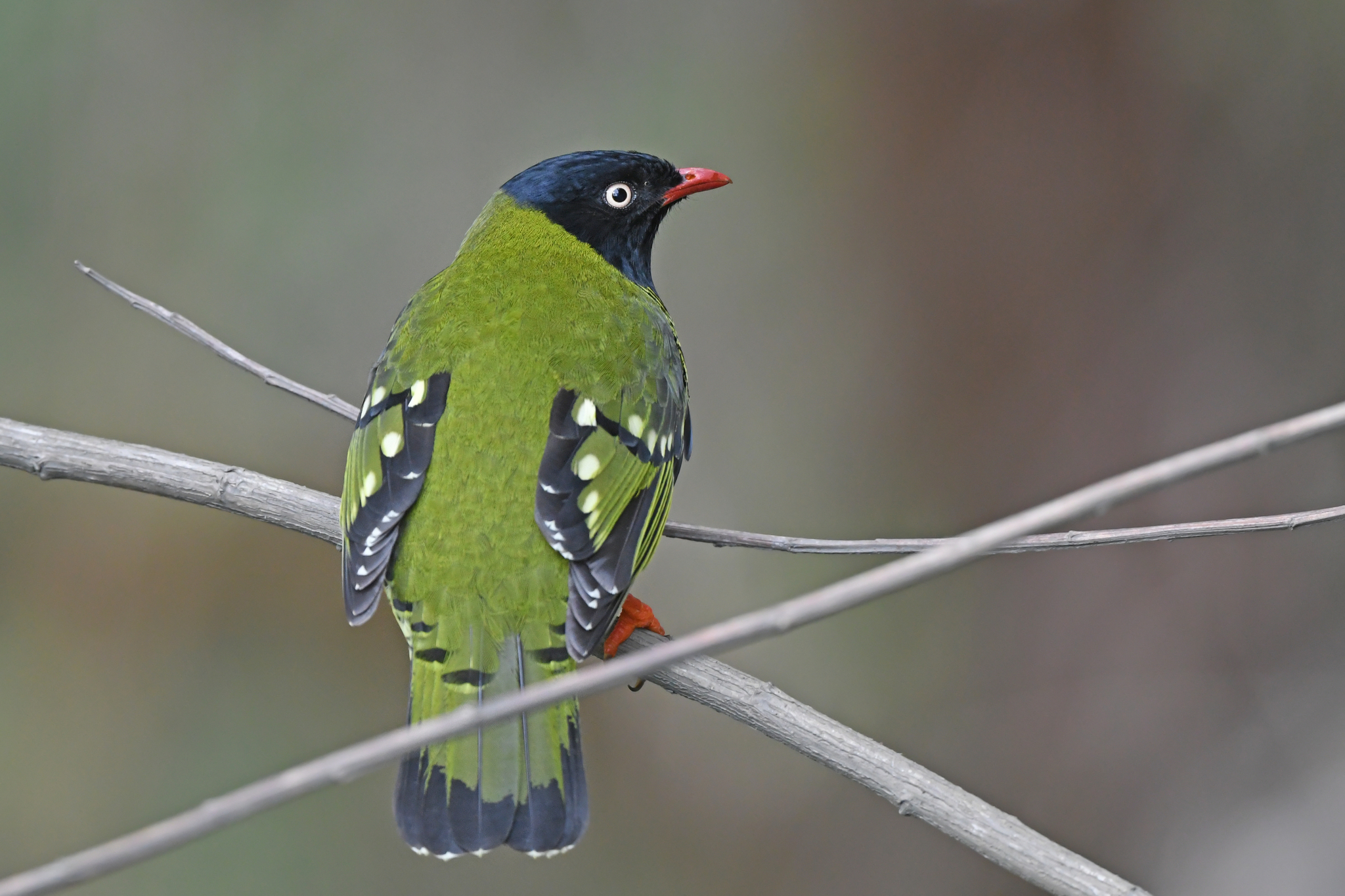
La sous-espèce P. a. viridicauda.
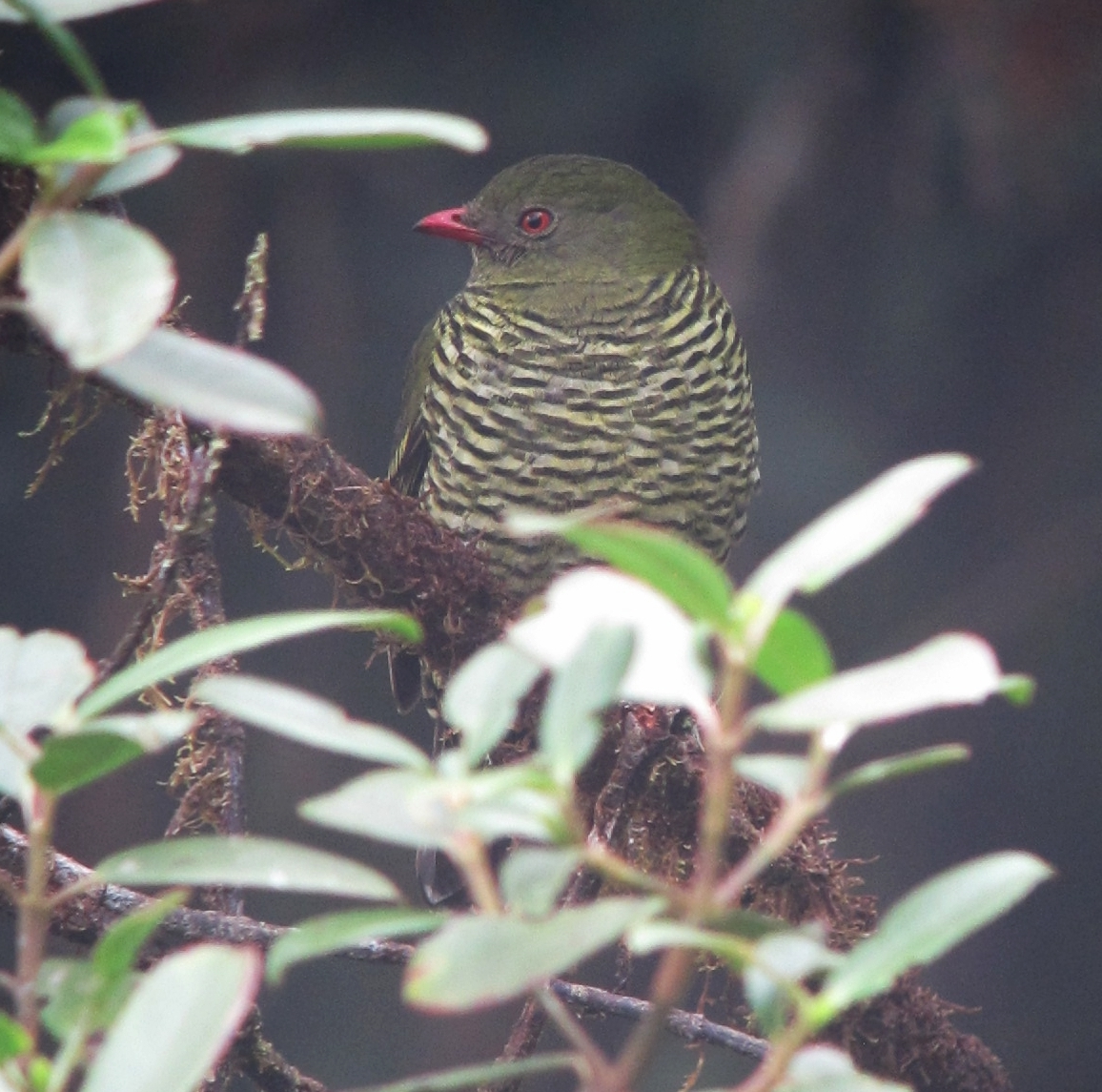
♀